# Crissé
Crissé ist eine französische Gemeinde mit 544 Einwohnern (Stand 1. Januar 2022) im Département Sarthe in der Region Pays de la Loire. Sie gehört zum Arrondissement  Mamers und zum Kanton Sillé-le-Guillaume. Sie gehört zum Regionalen Naturpark Normandie-Maine.

## Geschichte
Am 17. April 1919 fiel die Lokomotive eines Urlauberzuges mit französischen Soldaten bei Crissé aus, so dass der Zug auf der Bahnstrecke Paris–Brest liegen blieb. Diesem folgte ein weiterer Zug nach Brest mit Soldaten aus den USA auf der Rückreise nach Amerika. Dem zweiten Zug lief noch ein Bahnwärter entgegen, der Knallkapseln auf das Gleis legte. Der zweite Zug war aber zu schnell, um noch rechtzeitig bremsen zu können und kollidierte mit dem liegen gebliebenen Zug. 33 Menschen starben.

### Bevölkerungsentwicklung
| Jahr      | 1962 | 1968 | 1975 | 1982 | 1990 | 1999 | 2008 |
| Einwohner | 715  | 656  | 527  | 458  | 455  | 468  | 538  |

## Verkehr
Crissé liegt an der Bahnstrecke Paris–Brest und wird im Regionalverkehr mit TER-Zügen bedient.

## Persönlichkeiten
- Die Familie Turpin, Herren von Crissé
- François Joseph Liger (1819–1907), Schriftsteller, geboren in Crissé